# ستيوارت كارتر
ستيوارت كارتر (بالإنجليزية: Stuart Carter)‏ هو مجدف أسترالي، ولد في 31 أكتوبر 1958.

## وصلات خارجية
- ستيوارت كارتر على موقع الاتحاد الدولي للتجديف (الإنجليزية)
- ستيوارت كارتر على موقع اللجنة الأولمبية الدولية (الإنجليزية)
- ستيوارت كارتر على موقع أوليمبيديا (الإنجليزية)
- ستيوارت كارتر على موقع اللجنة الأولمبية الأسترالية (الإنجليزية)